# Рай сегодня (фильм, 2005)
«Рай сегодня» (англ. Paradise Now) — драма Хани Абу-Ассада. Фильм получил «Золотой глобус» как лучший фильм на иностранном языке и номинировался на «Оскар» в той же категории.

## Сюжет
Фильм повествует о двух молодых палестинцах из лагеря беженцев в Шхеме, друзьях с детства Саиде и Халеде, которые получили задание совершить теракт-самоубийство в Тель-Авиве. Их предсмертные заявления с объяснением их предстоящего поступка записываются на видеоплёнку.  Они в тайне от родных готовятся к теракту, при этом прощаясь с ними и пытаясь не выдать своих чувств. Оба получают пояса со взрывчаткой от организации, название которой не указывается.
Пояса со взрывчаткой с них могут снять только руководители, пославшие их на задание, иначе пояса взорвутся. За день до получения задания Саид встречает Суху, дочь одного из палестинских лидеров, приехавшую из Франции и влюбляется в неё.
Смертники переходят через разделительный барьер между территорией ПНА и Израилем. На другой стороне их ждёт машина, чтобы доставить их к израильскому блокпосту, там они собираются выполнить теракт-самоубийство, причём один должен взорваться после другого, когда на месте первого взрыва соберется больше людей, и приедет полиция. Однако при переходе границы их засекает израильский патруль и оба бегут назад на палестинскую территорию. При этом Саид исчезает. Халед возвращается в подвал где скрываются члены пославшей их организации. Они снимают с него пояс смертника и обеспокоенные провалом и исчезновением Саида, меняют месторасположение своего штаба. Халеду поручают найти Саида.
Тем временем Саид самовольно повторно переходит границу и попадает на остановку, где ждут автобуса израильтяне. Однако он отказывается от идеи взорвать автобус, когда видит ребёнка. Саид возвращается на палестинскую территорию, но не может найти своё руководство, которое поменяло явку.
В поисках Халеда, Саид приходит в гараж, где он раньше работал и там встречает Суху, которая приезжает чинить машину. Он уезжает с ней и признаётся ей, что его отец был коллаборационистом и работал на израильтян. Становится ясно, что именно это сподвигло его пойти на участие в теракте. После эмоциональной сцены Саид убегает.
Тем временем Халед, разыскивающий Саида, находит Суху с которой его видели в последний раз. Суха по одинаковым костюмам на Халеде и Саиде, понимает что они готовили теракт самоубийство. Они устремляются на кладбище, где похоронен отец Саида, решив, что Саид там. По дороге Суха горячо осуждает тактику террористов смертников, говоря, что она только вредит палестинцам и даёт израильтянам отговорку для продолжения оккупации, а также осуждая убийство людей. Они находят Саида на могиле отца, где он собирался покончить с собой.
Они вновь направляются командованием в Тель-Авив, причём Саид страстно доказывает командиру своё желание выполнить задуманное, поскольку командир обвиняет его в провале предыдущей операции и неправильном поведении….
Когда смертники пребывают в Тель-Авив, Халед, под влиянием речей Сухи, решает отказаться от теракта и вернуться в Шхем. Саид делает вид что согласен с ним и в результате обманывает Халеда и делает так, чтобы он уехал один. Фильм заканчивается кадрами на которых Саид сидит в автобусе в котором едут обычные пассажиры и израильские солдаты. Затем камера наплывает на глаза Саида и последний кадр — белый экран.

## Споры

### Оскар
Рай сегодня стал первым палестинским фильмом, номинированным на премию «Оскар» за лучший фильм на иностранном языке. Более ранний палестинский фильм Божественное вмешательство (2002 год) не смог получить допуск к конкурсу, предположительно потому, что фильмы, номинированные на эту премию, должны быть выдвинуты правительством их страны, а статус Палестины как суверенного государства оспаривается. Однако, поскольку такие территории, как Пуэрто-Рико, Гонконг и Тайвань, в течение многих лет подавали заявки, хотя они не являются суверенными государствами с полным представительством в ООН, были выдвинуты обвинения в двойных стандартах.
Рай сегодня был представлен в номинацию на Золотой глобус как фильм из Палестины. Однако израильские официальные лица, в том числе генеральный консул Эхуд Данох и консул по вопросам средств массовой информации и связям с общественностью Гилад Милло, попытались добиться от академии кинематографических искусств и наук гарантии того, что Рай сегодня не будет представлен на церемонии как представляющий государство Палестина, несмотря на то, что он был представлен как таковой на официальном сайте премии Оскар. Премия Оскар стала называть территорию, где снимался фильм Палестинской автономией. Это решение возмутило режиссёра-сценариста Хани Абу-Асада, который заявил, что это пощёчина палестинскому народу и его национальной идентичности. Впоследствии академия назвала его представлением палестинских территорий. Израильский писатель Ирит Линор также указывает, что «в соответствии с международно признанными конвенциями национальность фильма обычно определяется страной, которая инвестировала в него, и что, хотя фильм был классифицирован академией как представляющий Палестину, он был снят на европейские средства израильско-арабским режиссёром».
1 марта 2006 года более 30 000 израильтян подписались под обращением к Американской академии кинематографических искусств и наук с призывом убрать фильм «Рай сегодня» из списка номинантов премии «Оскар».
Инициаторами сбора подписей выступили родители, дети которых погибли в результате террористических актов. В своём обращении они заявили, что показ фильма был аморальным и поощрял убийство гражданских лиц в террористических актах.

### Реакция
Согласно сайту Rotten Tomatoes, фильм получил в целом положительный отзыв критиков, при этом 86 % критических отзывов, основанный на 103 комментариях, были благоприятными для фильма. Средний рейтинг на этом сайте составил 7,48 балла из 10. Консенсус сайта: «этот фильм глубоко проникает в умы террористов-смертников, и результат вызывает беспокойство».
Стивен Холден в своей статье от 28 октября 2005 года в New York Times похвалил неопределённость и повороты сюжета в фильме, а также риски, связанные с гуманизацией террористов-смертников, заявив, что «легче увидеть террориста-смертника как Маньчжурского кандидата (роман) XXI-го века — бездушную, роботизированную оболочку человека, запрограммированного на разрушение, — чем представить человека из плоти и крови, наносящего ущерб».
Напротив, в статье от 7 февраля 2006 года для Ynet, озаглавленной «Антисемитизм сейчас», Ирит Линор раскритиковала фильм как «качественный нацистский фильм».